# Södra Seitejaure
Södra Seitejaure är en sjö i Arjeplogs kommun i Lappland och ingår i Skellefteälvens huvudavrinningsområde. Sjön har en area på 0,55 kvadratkilometer och ligger 434,8 meter över havet. Sjön avvattnas av vattendraget Selakbäcken.

## Delavrinningsområde
Södra Seitejaure ingår i det delavrinningsområde (731536-157885) som SMHI kallar för Utloppet av Södra Seitejaure. Medelhöjden är 460 meter över havet och ytan är 4,07 kvadratkilometer. Räknas de 2 avrinningsområdena uppströms in blir den ackumulerade arean 21,22 kvadratkilometer. Selakbäcken som avvattnar avrinningsområdet har biflödesordning 2, vilket innebär att vattnet flödar genom totalt 2 vattendrag innan det når havet efter 305 kilometer. Avrinningsområdet består mestadels av skog (86 procent). Avrinningsområdet har 0,55 kvadratkilometer vattenytor vilket ger det en sjöprocent på 13,5 procent.